# Priit Tomson
Priit Tomson (nacido el 3 de noviembre de 1942 en Tallin, Estonia) fue un jugador soviético de baloncesto. Consiguió 7 medallas en competiciones internacionales con la Unión Soviética. 